# Gymnapogon africanus
Gymnapogon africanus är en fiskart som beskrevs av Smith, 1954. Gymnapogon africanus ingår i släktet Gymnapogon och familjen Apogonidae. Inga underarter finns listade i Catalogue of Life.